# Belgara
Belgara es un caserío situado en el Valle de El Golfo en la isla de El Hierro, Islas Canarias, España.
Perteneciente al término municipal de Frontera, está dividido en Belgara Alta, situado junto a la montaña de Joapira, y Belgara Baja, más hacia la costa. Constituyen un asentamiento de casas dispersas, de actividad principalmente agrícola, con viñedos, frutales y plantaciones de regadío de piña tropical.

## Toponimia
El nombre de la localidad se supone derivado del apellido vasco Bergara o Vergara.